# Galatasaray SK (handibasket)
Maillots
Le Galatasaray SK est un club turc de basket-ball en fauteuil roulant. Section du club omnisports du Galatasaray SK, il est basé dans la ville d'İstanbul. Il s'agit d'une des équipes dominant l'Europe depuis la fin des années 2010 avec cinq titres en sept ans dans la première coupe européenne. L'équipe égale ainsi en 2014 le record co-détenu par Verkerk et les rivaux de Lahn-Dill (qui en deviennent seuls détenteurs l'année suivante). Avec le titre en Euroligue 1 (nouvelle dénomination de la deuxième division européenne) remporté en 2025, Galatasaray rejoint Lahn-Dill en tant qu'équipes les plus titrés de l'histoire des Coupes d'Europe de basket-fauteuil, avec 8 titres.

## Palmarès
International
- Coupe des Clubs Champions (Eurocup 1) :
  - 2008 :  Champion d'Europe
  - 2009 :  Champion d'Europe[3]
  - 2010 : 5e place[4]
  - 2011 :  Champion d'Europe[5]
  - 2012 :  2e place[6]
  - 2013 :  Champion d'Europe[7]
  - 2014 :  Champion d'Europe[8]
  - 2015 : 6e place[9]
  - 2016 : 5e place[10],[11]
- Coupe André Vergauwen, puis Euroligue 1 depuis 2018 (Eurocup 2) :
  - 2007 : 4e place
  - 2017 :  Champion d'Europe[12]
  - 2018 :  Champion d'Europe[13] (reversé dans cette compétition après sa 3e place en 1/4 de finale de la Ligue des Champions)
  - 2019 : 4e place[14]
  - 2023 : 5e place (reversé dans cette compétition après sa 3e place en 1/4 de finale de la Ligue des Champions)
  - 2025 :  Champion d'Europe

National
- Champion de Turquie : 2007, 2008, 2009, 2010, 2011, 2012, 2013

## Joueurs célèbres ou marquants
- Sofyane Mehiaoui